# HD 120213
HD 120213 eller HR 5188, är en ensam stjärna i södra delen av stjärnbilden Kameleonten. Den har en skenbar magnitud av ca 5,94 och är svagt synlig för blotta ögat där ljusföroreningar ej förekommer. Baserat på parallax enligt Gaia Data Release 3 på ca 3,6 mas, beräknas den befinna sig på ett avstånd på ca 910 ljusår (ca 279 parsek) från solen. Den rör sig närmare solen med en heliocentrisk radialhastighet på ca -35 km/s.

## Egenskaper
HD 120213 är en röd till orange jättestjärna av spektralklass K2 III: CN−1 CH −2.5, som anger att den är en röd jätte med underskott av CH-molekyler och cyanoradikaler i dess spektrum. Den har också klassificerats som en svag bariumstjärna, men det råder osäkerhet om dess spektralklass. Den har en massa som är ca 4,2 solmassor, en radie som är ca 39 solradier och har ca 503 gånger solens utstrålning av energi från dess fotosfär vid en effektiv temperatur av ca 4 400 K.